# Algarrobal-Punta El Olivo
El Algarrobal - Punta el Olivo se le conoce como un pueblo que agrupa los sectores de El Encón, Algarrobal y El Olivo, se ubica a 2,6 km de San Felipe (la ciudad más cercana), y pertenecen a la comuna de San Felipe, dentro de la Región de Valparaíso, es orillado por el Río Putaendo y conectado por la Ruta E-71 y E-751 respectivamente, cuenta con 1.517 habitantes según el Instituto Nacional de Estadisticas (INE 2019)